# Dongping Shan
Dongping Shan (chinesisch 東平山) ist ein Hügel mit abgeflachtem Gipfel an der Ingrid-Christensen-Küste des ostantarktischen Prinzessin-Elisabeth-Lands. Er ragt ostsüdöstlich des Discussion Lake im Osten der Halbinsel Broknes in den Larsemann Hills auf.
Chinesische Wissenschaftler benannten ihn 1992 im Zuge von Luftaufnahmen und Kartierungsarbeiten.